# Agnès Ntamabyaliro Rutagwera
Agnès Ntamabyaliro Rutagwera, née en 1937 à Kibuye, est une femme politique rwandaise, impliquée dans le génocide des Tutsis au Rwanda.

## Biographie
Elle est la fille d'une mère tutsie et d'un père hutu. En 1994, elle est ministre de la Justice dans le gouvernement provisoire qui a été tenu responsable du génocide qui a eu lieu au Rwanda. À partir de juin 1994, après l'assassinat du président Juvénal Habyarimana, la majorité hutu a ainsi tenté d'exécuter ses compatriotes tutsis.
Elle est notamment accusée des massacres perpétrés à la paroisse de Kabgayi, où des milliers de Tutsis cherchaient refuge entre avril et juin 1994 et d'avoir fait assassiner Jean-Baptiste Habyalimana (en), un préfet tutsi qui a résisté au génocide. Elle aurait organisé son meurtre, en plus d'avoir incité et aidé à la planification du génocide. Elle aurait également participé à la réunion du 8 avril 1994 du comité de crise à l'École supérieure militaire, présidée par Théoneste Bagosora, avec entre autres participants le général Augustin Ndindiliyimana, le colonel Tharcisse Renzaho, le Premier ministre Jean Kambanda et le président Théodore Sindikubwabo.
Elle est arrêtée en Zambie le 27 mai 1997 puis extradée au Rwanda. Elle passe dix ans en détention, avant que ne commence son procès. Elle est la seule membre du gouvernement en place lors du génocide à être jugée par des juridictions rwandaises, quinze autres ministres étant jugés par le Tribunal pénal international pour le Rwanda (TPIR). En 2006, elle témoigne en faveur d'un autre ministre devant le TPIR. Elle demande également au tribunal de l'aider à ne pas rentrer au Rwanda.
Son procès commence le 18 octobre 2006 devant la Haute cour de la République de Kigali, devant laquelle elle clame son innocence et demande son acquittement. Entre mai et juillet 2008, les magistrats se déplacent à Nyanza, Gitarama, Kibuye et Byumba afin de recueillir des témoignages. Elle attaque l'action du ministère public pour « arrestation par enlèvement, détention préventive illégale, détention sans mandat d’arrêt ni procès-verbal d’arrestation et torture, contraires aux conventions internationales », demande rejetée. Le 19 janvier 2009, elle est condamnée par le tribunal de grande instance de Nyarugenge à la réclusion à perpétuité. Justin Mugenzi et Prosper Mugiraneza (en) ont également été impliqués dans le meurtre du préfet mais ils ont été acquittés de toutes ces accusations en février 2013. Le 21 février 2014, elle fait appel mais le 27 février 2015 la Haute Cour du Rwanda confirme le premier verdict.